# 127545 Crisman
127545 Crisman è un asteroide della fascia principale. Scoperto nel 2002, presenta un'orbita caratterizzata da un semiasse maggiore pari a 2,2547165 UA e da un'eccentricità di 0,0915745, inclinata di 4,11327° rispetto all'eclittica.